# Falciot de Madagascar
El falciot de Madagascar (Apus balstoni) és una espècie d'ocell de la família dels apòdids (Apodidae) que viu a camp obert, a les planes de Madagascar.